# ベン・トンプソン

ベン・トンプソン

ベン・トンプソン（Ben Thompson、1843年11月2日 - 1884年3月11日）は、アメリカ西部開拓時代の殺人者、ガンマン、保安官。イギリスのノッティングリー（Knottingly）生まれ。
1849年、家族に連れられてテキサス州オースティンに移住した。1859年、ニューオーリンズに出て印刷工見習いをしていたが、決闘に巻きこまれオースティンに舞い戻った。このころギャンブラーとしての腕を磨いた。
南北戦争が始まると南軍に参加したが喧嘩が原因で上官を殺害し、そこから逃走して別の南軍部隊に参加した。終戦後、ギャンブルと酒に浸る生活にふけりCatherine Mooreと結婚する。
同じころトンプソンは殺人を犯して数ヶ月刑務所に拘留されていたが、脱走してメキシコに逃れ、メキシコ皇帝マクシミリアンの軍隊に参加した。1868年、マクシミリアンが没落したためオースティンに戻ったところを、再び身柄を拘束されて2年間服役した。
出所後、兄弟を誘ってカンザスシティで、カウボーイ相手に賭博場を開設するなどして生計を立てていたが、1880年、オースティンの保安官に就任した。1884年3月11日、サンアントニオの劇場で友人のキング・フィッシャーと居るところを一緒に射殺された。